# The Unspeakable Act
The Unspeakable Act es una película  dramática estadounidense de 2012 de coming-of-age escrita y dirigida por Dan Sallitt. Está protagonizada por Tallie Medel como Jackie Kimball y Sky Hirschkron como Matthew Kimball, con Aundrea Fares, Kati Schwartz y Caroline Luft en papeles secundarios. Enmarcada por su narración en off, la trama se centra en el amor romántico no correspondido de Jackie por su hermano Matthew.
Sallitt financió la película de micropresupuesto utilizando sus ingresos como escritor técnico para la Oficina de Tecnología e Innovación de la Ciudad de Nueva York, y la filmó en Ditmas Park, Brooklyn, utilizando dieciséis días de vacaciones acumuladas. La película se estrenó en el Festival de Cine de Sarasota de 2012, donde ganó el premio Independent Visions. Recibió una presentación teatral de una semana en Anthology Film Archives en la ciudad de Nueva York el 1 de marzo de 2013 y fue lanzada en DVD y medios digitales por The Cinema Guild el 20 de agosto de 2013. También se proyectó en el Festival Internacional de Cine de Edimburgo de 2012, donde fue nominado al premio a la Mejor Película Internacional, y en el Festival Internacional de Cine de Róterdam de 2013. La película está dedicada al difunto autor francés Éric Rohmer.

## Reparto
- Tallie Medel como Jackie Kimball
- Sky Hirschkron como Matthew Kimball
- Aundrea Fares como Sra. Kimball
- Kati Schwartz como Jeanne Kimball
- Caroline Luft como Linda
- Eleanore Pienta como Megan
- Collin Summers como Tristan
- Caitlin Mehner como Yolanda
- Mike Faist como Tony
- Liz Toonkel como Sarah
- Jessica Pinfield como Zoe
- Sunita Mani como Jessica
- Kate Lyn Sheil como Madeleine
- Gonzalo Cordova como Annoying Classmate
- Zelda Knapp como Alexandra